# Bizarre Again
Bizarre Again è un film del 2022 diretto da Étienne Faure.
Si tratta del sequel di Bizarre (2015).

## Trama
Sono passati sette anni dal primo incontro fra Lucas e Maurice. I due non si sono mai più visti e non hanno più contatti dai tragici eventi del cabaret Bizarre di New York. Lucas ora vive a Denver ed è sposato con un uomo più anziano di lui che è padre di un ragazzo di 16 anni. Per caso lui e Maurice finiscono per incontrarsi nuovamente e, in seguito ad un tragico evento, si ritrovano costretti a fuggire verso San Francisco.